# Пясецкий, Леон
Леон Дэйвид Пясецкий (англ. Leon David Piasetski; 24 декабря 1951) — канадский шахматист, международный мастер (1976).
В составе сборной Канады участник 5-и Олимпиад (1974—1978, 1988, 1992).

## Изменения рейтинга
| Графики недоступны из-за технических проблем. См. информацию на Фабрикаторе и на mediawiki.org. |